# 永清房山戰鬥
永清房山戰鬥發生於1937年8月7日－9月18日，地點則是在中國冀北一帶。是抗日戰爭主要戰鬥之一，交戰一方為守軍之國民革命軍，另一方則為日軍。中國軍隊領導者為一軍團孫連仲、三軍曾萬鍾，日軍方面領軍者則為14師土肥原賢二、20師川峰文三郎。將近一個月對峙後9月14日日軍以全部兵力包圍國民革命軍右翼，國民革民軍不得不向雄縣，保定及石家莊等地撤退。